# گاثری مک‌کلینتیک
گاثری مک‌کلینتیک (انگلیسی: Guthrie McClintic؛ ‏ ۶ اوت ۱۸۹۳ – ۲۹ اکتبر ۱۹۶۱) بازیگر و کارگردان اهل ایالات متحده آمریکا بود.
در چیزی که احتمالاً یک ازدواج صوری (به‌اصطلاح «ازدواج بنفش») بوده، مک‌کلینتیک که همجنس‌گرا بود، به مدت چهل سال با بازیگر زن، کاترین کورنل — که خود نیز همجنس‌گرا بود — ازدواج کرده بود. پس از ازدواج، آن دو یک گروه تولید تئاتر به نام «شرکت ام.سی. و سی.» تشکیل دادند که تا پایان عمر مک‌کلینتیک به تولید نمایش‌ها و تئاترهایی که کورنل بازی می کرد ادامه داد.